# Ciawi (Wanayasa)
Ciawi is een bestuurslaag in het regentschap Purwakarta van de provincie West-Java, Indonesië. Ciawi telt 2557 inwoners (volkstelling 2010).